# Kanton Dransfeld
Der Kanton Dransfeld bestand von 1807 bis 1813 im Distrikt Göttingen (Departement der Leine, Königreich Westphalen) und wurde durch das Königliche Decret vom 24. Dezember 1807 aus dem Amt Dransfeld gebildet. Der Kanton war von den Umstruktierungen des Distrikts zur endgültigen Festsetzung des Zustands der Gemeinden im Departement der Leine vom 16. Juni 1809 kaum betroffen. Die Gemeinden wurden lediglich in der unten stehenden Form neu organisiert.

## Gemeinden
- Dransfeld
- Varlosen und Gut Wellersen
- Dankelshausen, Mielenhausen, Oberscheden und Niederscheden, Ossenfeld, Imbsen und Löwenhagen

ab 1809
- Dransfeld
- Ossenfeld
- Varlosen
- Imbsen und Löwenhagen
- Dankelshausen und Wellersen
- Oberscheden
- Niederscheden
- Mielenhausen